# Uli Hanisch

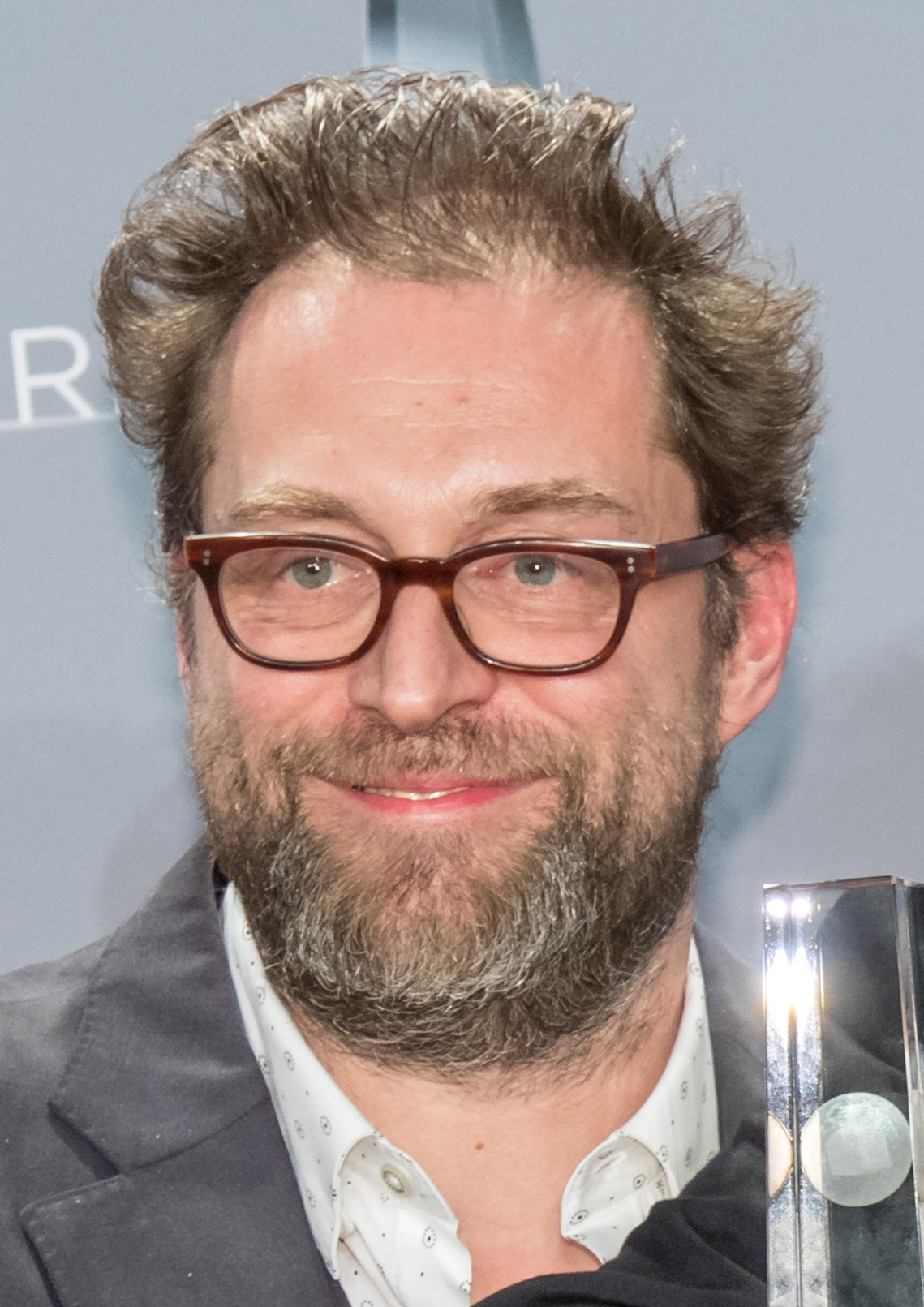
Uli Hanisch (2018)

Ulrich „Uli“ Hanisch (* 1967 in Nürnberg) ist ein deutscher Szenenbildner.

## Leben
Hanisch besuchte das Gymnasium in Mülheim an der Ruhr, studierte visuelle Kommunikation in Düsseldorf und arbeitete zunächst als Grafiker für Werbeagenturen, ehe 1987 seine Zusammenarbeit mit Regisseur Christoph Schlingensief begann. Er wirkte zunächst als 2. Aufnahmeleiter in dem Film Mutters Maske mit, später auch als Szenenbildner in Filmen wie Das deutsche Kettensägenmassaker  (1990) oder Terror 2000 – Intensivstation Deutschland (1992).
Neben seiner Tätigkeit als Szenenbildner arbeitete Hanisch auch als Requisiteur für Fernsehfilme und -serien wie Die Harald Schmidt Show. Seither arbeitete er mit Regisseuren wie Tom Tykwer, Jo Baier, Sönke Wortmann, Oliver Hirschbiegel, Peter Greenaway zusammen.
Seine Arbeiten an den Filmen Das Experiment (2000), Das Parfum – Die Geschichte eines Mörders (2005) und Cloud Atlas brachten ihm jeweils den Deutschen Filmpreis in der Kategorie Bestes Szenenbild ein.
2008 wurde Hanisch in die Wettbewerbsjury der 58. Filmfestspiele von Berlin berufen.

## Filmografie (Auswahl)

### Szenenbild / Production Design
- 1990: Das deutsche Kettensägenmassaker
- 1993: Domenica
- 1996: Winterschläfer
- 1997: Praxis Dr. Hasenbein
- 1999: Der Schrei des Schmetterlings (Fernsehfilm)
- 1999: Waschen, schneiden, legen
- 2000: Der Krieger und die Kaiserin
- 2001: Das Experiment
- 2002: Heaven
- 2003: Bookies
- 2003: Das Wunder von Bern
- 2004: Stauffenberg (Fernsehfilm)
- 2004: Jazzclub – Der frühe Vogel fängt den Wurm
- 2005: Der Schatz der weißen Falken
- 2006: Das Parfum – Die Geschichte eines Mörders
- 2008: Anonyma – Eine Frau in Berlin
- 2009: The International
- 2010: Drei
- 2011: Der letzte Tempelritter (Season of the Witch)
- 2011: Hotel Lux
- 2012: Cloud Atlas
- 2013: In Secret – Geheime Leidenschaft (In Secret)
- 2016: Ein Hologramm für den König (A Hologram for the King)
- 2017: Timm Thaler oder Das verkaufte Lachen
- 2017–2020: Babylon Berlin (Fernsehserie, 28 Episoden)
- 2020: Das Damengambit (The Queen’s Gambit, Miniserie, 6 Episoden)
- 2023: Die Tribute von Panem – The Ballad of Songbirds and Snakes (The Hunger Games: The Ballad of Songbirds and Snakes)

### Art Direction
- 1992: Terror 2000 – Intensivstation Deutschland
- 1994: Decadence
- 1999: Schlaraffenland
- 1999: Aimée & Jaguar
- 2002: Boat Trip

### Set Decoration
- 1993: Texas – Doc Snyder hält die Welt in Atem
- 1996: Tykho Moon

## Auszeichnungen
- 2001: Deutscher Filmpreis (gemeinsam mit Andrea Kessler) in der Kategorie Bestes Szenenbild für Das Experiment
- 2007: Bayerischer Filmpreis in der Kategorie Beste Ausstattung für Das Parfum – Die Geschichte eines Mörders
- 2007: Deutscher Filmpreis in der Kategorie Bestes Szenenbild für Das Parfum – Die Geschichte eines Mörders
- 2007: Europäischer Filmpreis in der Kategorie Prix D'Exellence für Das Parfum – Die Geschichte eines Mörders
- 2011: Ruhrpreis für Kunst und Wissenschaft der Stadt Mülheim an der Ruhr
- 2013: Deutscher Filmpreis (gemeinsam mit Hugh Bateup) in der Kategorie Bestes Szenenbild für Cloud Atlas
- 2018: Deutscher Fernsehpreis (gemeinsam mit Pierre-Yves Gayraud) in der Kategorie Beste Ausstattung für Babylon Berlin
- 2021: Art Directors Guild Awards 2021 in der Kategorie „Fernsehfilm oder Miniserie“ für die Miniserie „Das Damengambit“[1]
- 2021: Primetime-Emmy-Verleihung 2021: Auszeichnung für das Beste Szenenbild in einer Historien- oder Fantasyserie, mit Kai Karla Koch & Sabine Schaaf für „Das Damengambit“[2]